# Euphyia aprepta
Euphyia aprepta är en fjärilsart som beskrevs av Turner 1922. Euphyia aprepta ingår i släktet Euphyia och familjen mätare. Inga underarter finns listade i Catalogue of Life.